# سيتي سنتر ألماظة
سيتي سنتر ألماظة (بالإنجليزية: City Centre Almaza)‏ هو مول يقع في منطقة ألماظة شرق القاهرة على طريق القاهرة - السويس الصحراوي تابع لمجموعة الفطيم الإماراتية. افتتح في ديسمبر 2019 باستثمارات 580 مليون دولار حوالي 9.35 مليار جنيه مصري ويضم أكثر من 260 متجرًا للبيع بالتجزئة والمطاعم المحلية والعالمية. بالإضافة لذلك يضم المول هايبر ماركت كارفور على مساحة 13 ألف متر مربع ومركز الترفيه العائلي «ماجيك بلانيت» الذي تبلغ مساحته 1800 متر مربع و16 صالة سينما فوكس.

## وصلات خارجية
- الموقع الرسمي